# Anydrophila fouadi
Anydrophila fouadi är en fjärilsart som beskrevs av Edward P. Wiltshire 1947. Anydrophila fouadi ingår i släktet Anydrophila och familjen nattflyn. Inga underarter finns listade i Catalogue of Life.